# Alcides Escobar
Alcides Escobar (La Sabana, 16 dicembre 1986) è un giocatore di baseball venezuelano, interbase per i Washington Nationals della Major League Baseball.

## Inizi e Minor League
Escobar all'età di 16 anni nel 2003, firmò con i Milwaukee Brewers come free agent internazionale, con un bonus alla firma di 35.000 dollari. Esordì nel 2004 nella classe Rookie, giocando successivamente l'intera stagione 2005 nella classe A e la stagione 2006 integralmente nella classe A-avanzata. Iniziò la stagione 2007 nella classe A-avanzata, ottenendo il 18 giugno dello stesso anno, la promozione nella Doppia-A, classe in cui cominciò la stagione 2008.

## Major League (MLB)

### Milwaukee Brewers
Escobar debuttò nella MLB il 3 settembre 2008, al Miller Park di Milwaukee contro i New York Mets. Schierato nella parte alta del nono inning come interbase, colpì la sua prima valida nell'unico turno di battuta affrontato durante la partita. Concluse la stagione con 9 partite disputate nella MLB e 131 nella Doppia-A.
Giocò la sua prima partita della stagione 2009, il 12 agosto, subentrando a Prince Fielder sul finale del nono inning contro i San Diego Padres. In quella gara rubò la seconda base realizzando la sua prima rubata, e avanzò in terza per un errore avversario. Il 14 agosto contro gl'Astros, ottenne la prima base su ball e il 16 agosto contro la stessa squadra, gli venne attribuito il primo punto battuto a casa. Il 23 agosto contro i Nationals, batté il suo primo fuoricampo. Chiuse la stagione con 38 partite disputate nella MLB e 109 nella Tripla-A.
Alla fine della stagione 2009, Escobar venne promosso ad interbase titolare dei Brewers per la stagione 2010. Ricoprì tale ruolo in 138 partite della 145 disputate dal giocatore durante la stagione MLB.
Il 18 dicembre 2010 fu scambiato coi Kansas City Royals con Lorenzo Cain, Jeremy Jeffress e Jake Odorizzi per Zack Greinke e Yuniesky Betancourt.

### Kansas City Royals
Il 15 marzo 2012, Escobar firmò un contratto quadriennale del valore di 10 milioni di dollari fino 2015 (con opzioni per il quinto e sesto anno) coi Royals.
Nel 2014, Escobar, assieme a Evan Longoria, Hunter Pence e Freddie Freeman, furono gli unici giocatori a apparire come titolari in tutte le 162 partite disputate nella stagione regolare nelle rispettive squadre. Concluse l'annata con una media in battuta di .285, 74 punti segnati, 50 punti battuti a casa e 31 basi rubate. I Royals giunsero alle World Series, dove persero coi San Francisco Giants in sette gare.
Nel 2015, Escobar fu convocato per il suo primo All-Star Game. Durante le American League Championship Series, stabilì un record per i playoff battendo una valida al primo turno in battuta per quattro gare consecutive. Nella serie, Escobar batté con .478, venendo premiato come MVP delle ALCS. I Royals batterono i Toronto Blue Jays per quattro gare a due e si qualificarono per le World Series 2015, vinte in cinque partite contro i New York Mets. A fine anno fu premiato col suo primo Guanto d'oro.
Il 29 gennaio 2018, Escobar rinnovò con i Royals per un anno, con un contratto dal valore di 2.5 milioni.

### Baltimore Orioles e Chicago White Sox
Il 16 febbraio 2019, Escobar firmò un contratto con i Baltimore Orioles, ma venne svincolato il 21 marzo prima dell'inizio della stagione regolare. Il giorno seguente, il 17 febbraio, firmò con i Chicago White Sox. Il 2 agosto 2019, venne svincolato dalla franchigia, chiudendo la stagione senza aver disputato partite nella MLB.

## Nippon Pro Baseball (NBP)

### Tokyo Yakult Swallows
Il 30 ottobre 2019, Escobar firmò un contratto con i Tokyo Yakult Swallows della Nippon Professional Baseball. Divenne free agent al termine della stagione.

## Ritorno alla MLB

### Secondo contratto con i Royals
Il 4 maggio 2021, Escobar firmò un contratto di minor league con i Kansas City Royals, tornando così nel campionato nordamericano.

### Washington Nationals
Il 2 luglio 2021, i Royals scambiarono Escobar con i Washington Nationals in cambio di una somma in denaro.

## Nazionale
Escobar disputò con la nazionale venezuelana il World Baseball Classic 2017.

## Palmarès

### Club
- World Series: 1

Kansas City Royals: 2015

### Individuale
- MVP dell'American League Championship Series: 1

2015
- MLB All-Star: 1

2015
- Guanto d'oro: 1

2015